# Sami Yusuf

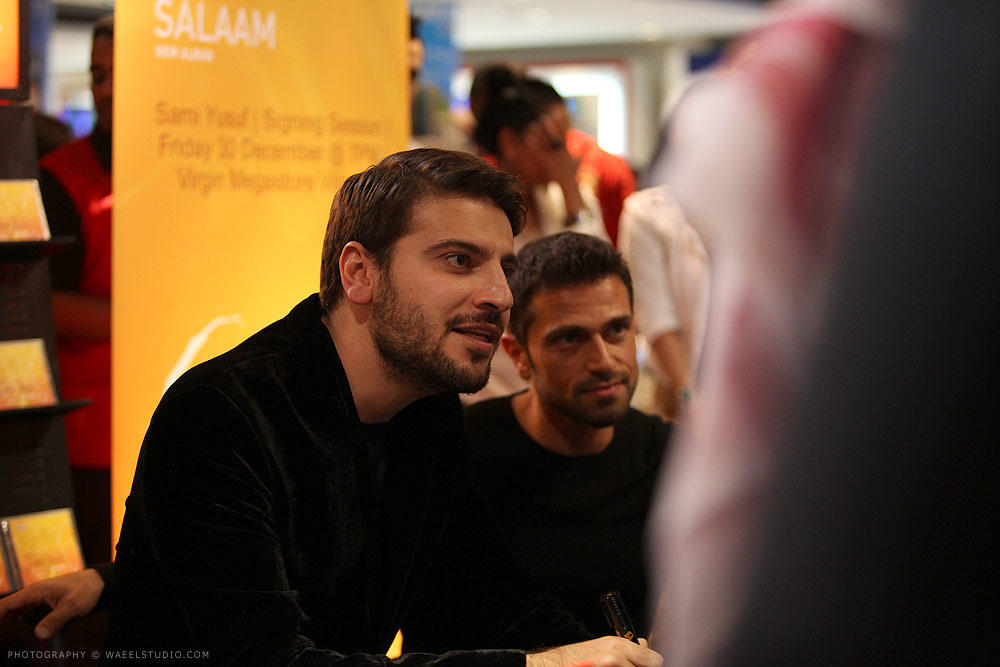
Sami Yusuf (2015)

Sami Yusuf (persisch سامی یوسف; * Juli 1980 in Teheran) ist ein britischer Sänger, Komponist und Musiker. Er hat insgesamt über 34 Millionen Tonträger verkauft. Seine Musik ist vor allem in der arabischen Welt erfolgreich und bekannt.

## Leben
Sami Yusuf hat aserbaidschanische Wurzeln.  Er ist ein Sohn des iranischen Musikers und Songwriters Babak Radmanesch, mit dem er auch das Lied „Dryer Land“ im Duett gesungen hat. Der Name „Sami Yusuf“ ist – wie der Künstler in einem Interview mit Voice of America bekannt gab – sein Künstlername. Sein eigentlicher Vorname ist seinen eigenen Angaben zufolge Siāmak (persisch سيامک), seinen Nachnamen möchte er nicht der Öffentlichkeit preisgeben. Auch der Name seines Vaters, „Babak Radmanesch“, ist ein Künstlername.
Sami Yusuf ist praktizierender Muslim, seine Lieder thematisieren die Liebe zu Allah, zum Propheten Mohammed und das Muslim sein. In seiner Musik behandelt er auch soziale und humanitäre Themen.
Er ist mit einer Deutschen aus Pinneberg verheiratet.

## Karriere
Sami Yusuf erlernte einige Instrumente in jungem Alter und fing an, zu singen und zu komponieren. Er studierte Musik an einigen Institutionen mit berühmten Komponisten und Musikern, einschließlich Komponisten der Royal Academy of Music in London.
Bekannt wurde er durch sein Debütalbum Al-Muallim („Der Lehrer“). 2005 erschien sein zweites Album My Ummah („Meine Gemeinschaft“). Im Oktober 2010 erschien sein drittes offizielles Album mit dem Titel Where Ever You Are.
In seiner bisherigen Karriere hat er bereits mit Künstlern wie Outlandish, Siti Nurhaliza, Rahat Fateh Ali Khan, Abida Parveen oder A. R. Rahman zusammengearbeitet.

## Diskografie

### Alben
- 2003: Al-Muʽallim
- 2005: My Ummah / My Ummah (Percussion Version)
- 2009: Without You
- 2010: Wherever You Are
- 2012: Salaam
- 2014: The Centre
- 2015: Songs of the Way, Vol. 1
- 2016: Barakah

### EPs
- 2018: Sami

### Livealben
- 2009: Live
- 2015: Live At the Katara Amphitheatre
- 2015: Live in Concert
- 2016: Live in London
- 2017: Live at the Dubai Opera
- 2019: Live in Concert – EP
- 2019: Live in New Delhi – EP
- 2019: Azerbaijan: A Timeless Presence
- 2020: The House Concert
- 2020: The Sapiential Album, Vol. 1
- 2020: O Lovers: Music from the Unseen World
- 2021: Live at the Fes Festival of World Sacred Music
- 2022: Beyond the Stars
- 2023: When Paths Meet (Live at the Holland Festival)

### Soundtracks
- 2015: 1001 Inventions and the World of Ibn Al-Haytham

### Singles (Auswahl)
- 2003: Al-Muʽallim
- 2005: Hasbi Rabbi
- 2009: Asma Allah
- 2010: You Came to Me
- 2019: Nasimi